# Associated Equipment Company

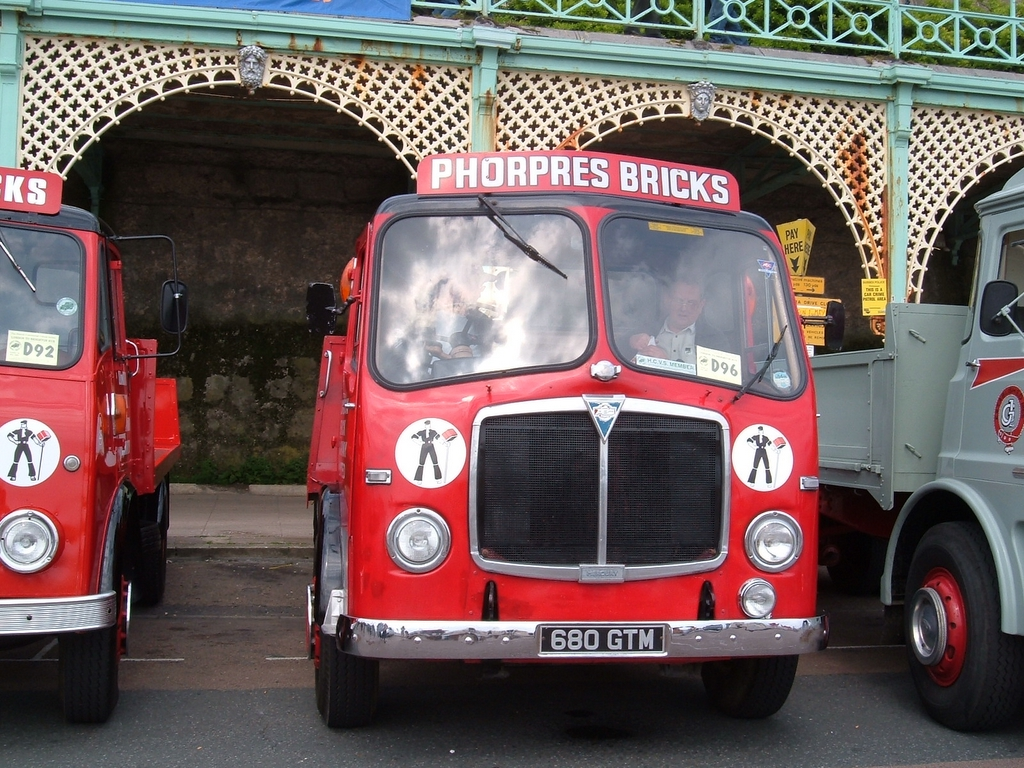
AEC Mercury von 1962

Associated Equipment Company (kurz AEC) ist der Name eines früheren britischen Herstellers von Bussen und anderen Nutzfahrzeugen.

## Geschichte

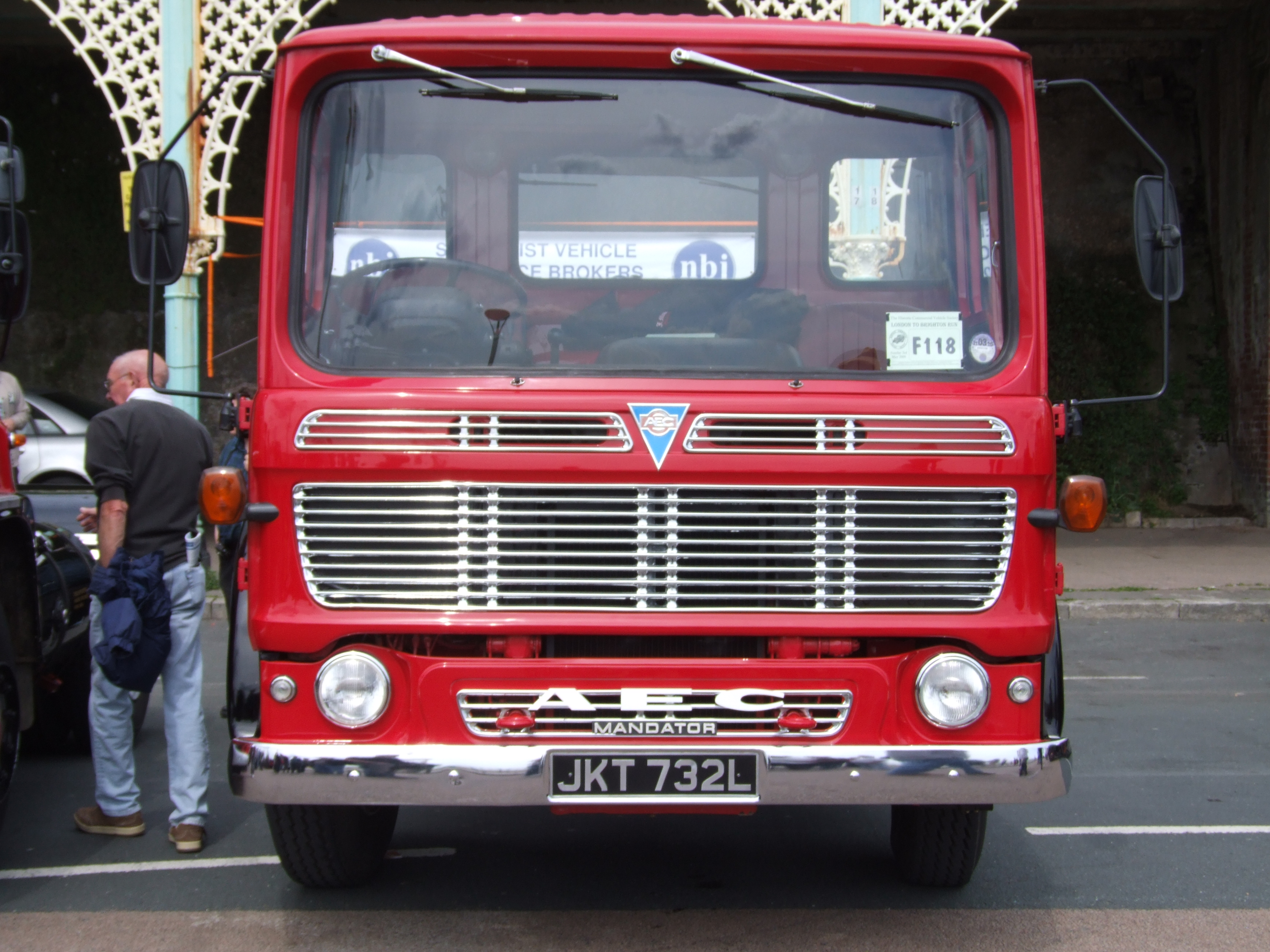
AEC Mandator von 1977

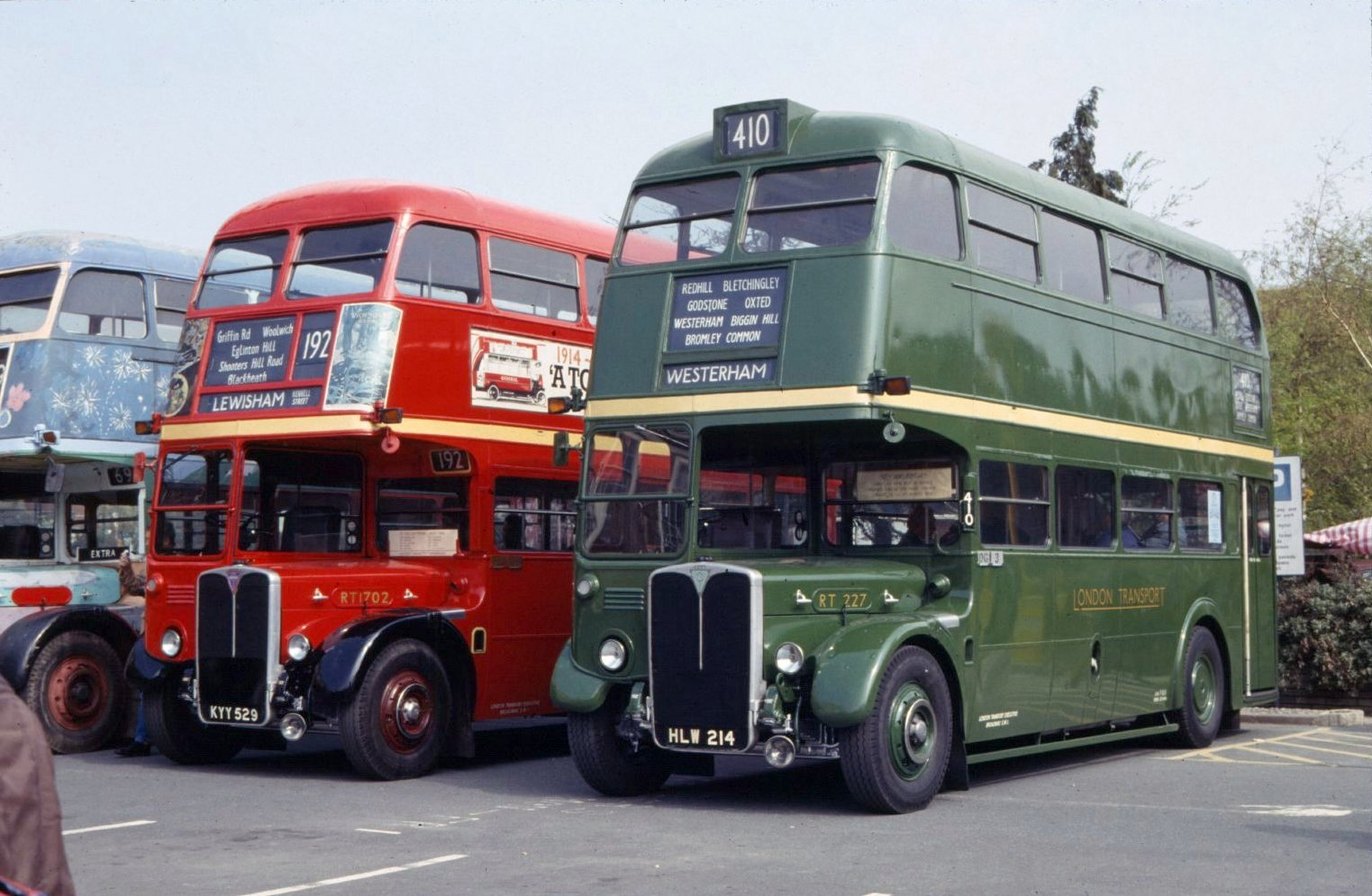
Roter und grüner RT (AEC Regent) Doppeldeckerbus aus den 1950er Jahren für London (Stadt bzw. Vorort)

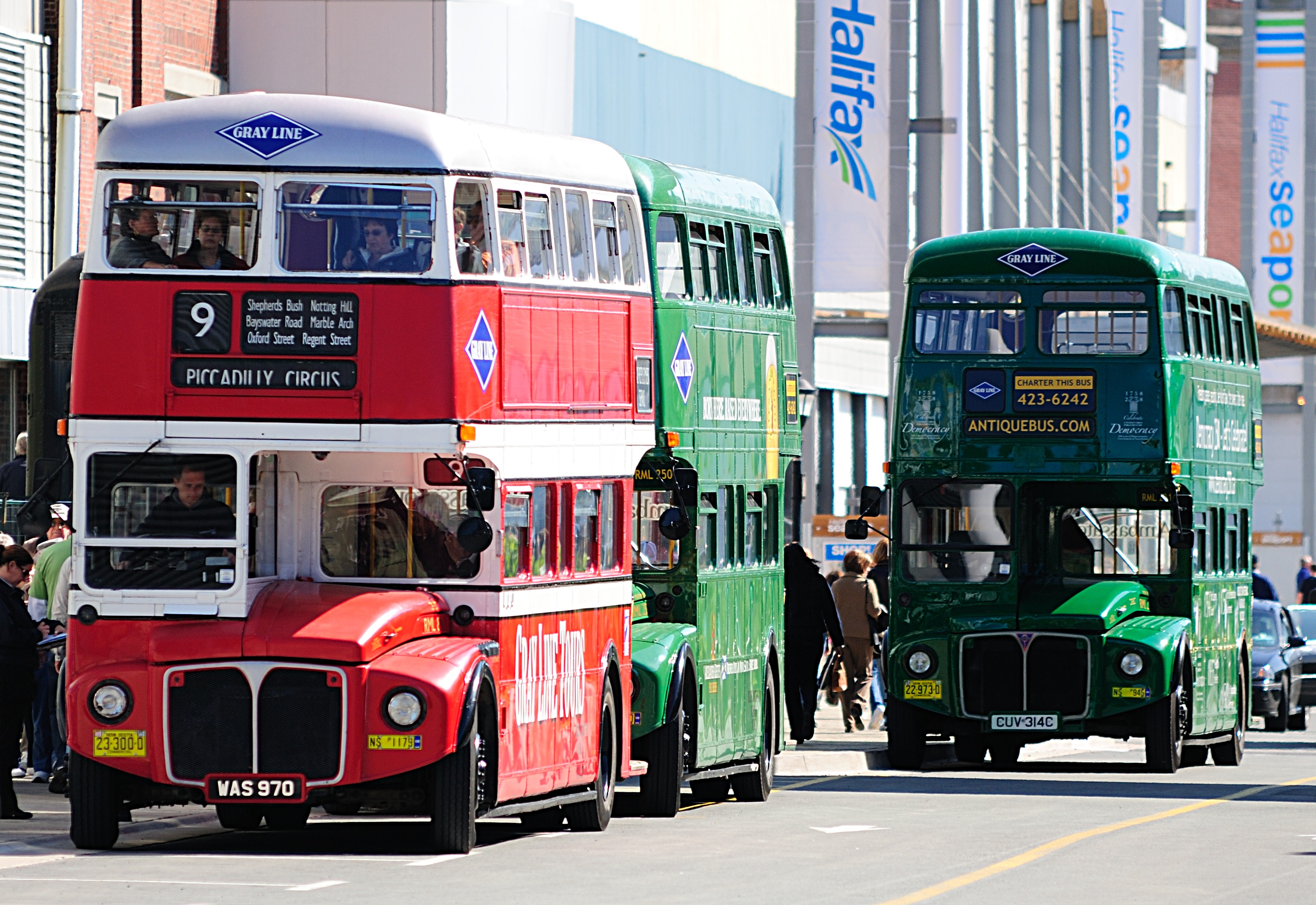
AEC Routemaster Doppeldeckerbusse

1912 wurde die Associated Equipment Company (AEC) in Walthamstow, Ost-London, gegründet, um Busse für die London General Omnibus Company (LGOC) zu fertigen. Die ersten Lastkraftwagen (Lkw) von AEC wurden 1916 vorgestellt. Es handelte sich dabei um 3- bis 4-Tonner vom Typ Y, die für das Kriegsministerium gebaut wurden. Nach dem Ersten Weltkrieg gab es auch zivile Versionen. AEC baute Linienbusse, die hauptsächlich in London zum Einsatz kamen. Der Vierzylindermotor hatte 4398 cm³ mit einer Bohrung von 100 mm und 140 mm Hub und leistete 30 PS. Es sollen etwa 3500 AEC-Busse Mitte der 1920er Jahre dort genutzt worden sein. Neben den Bussen sind 3-t-, 4-t- und 5-t-Lastwagen mit einem 45-h.p.-Motor gebaut worden. Von 1926 bis 1928 gab es ein Joint Venture mit der britischen Daimler Motor Company. In dieser Zeit wurden Lkw mit dem Markennamen ADC (Associated Daimler Company) verkauft.
1948 übernahm AEC die Konkurrenten Crossley und Maudslay. Im selben Jahr wurde der Firmenname in Associated Commercial Vehicles (ACV) geändert, die Markennamen aber weiter benutzt. Crossley-Modelle wurden noch bis 1956 produziert, Maudslay-Modelle bis 1960. Außerdem entstanden neue AEC-Werke in Südafrika, Spanien, Portugal, Belgien und Südamerika. AEC lieferte auch Dieselmotoren an Willème in Frankreich, Vanaja in Finnland, OMT in Italien und Verheul in den Niederlanden. Im Maudslay-Werk wurde die Fabrikation von Muldenkippern aufgenommen. 1961 wurde der Konkurrent Thornycroft übernommen.
1962 wurde AEC vom größten britischen Konkurrenten Leyland Motors übernommen. Es folgte eine Straffung des Typenprogrammes von AEC und die ausländischen Beteiligungen wurden nach und nach abgebaut. Neue Lkw-Modelle von AEC wurden mit einheitlich gefertigten Führerhäusern der Leyland Group ausgestattet. 1980 wurde schließlich das letzte Modell unter der Marke AEC ausgeliefert.

## Berühmte Busse
1929 erschien das Doppeldecker-Busfahrgestell AEC Regent, das in verschiedenen Entwicklungsstufen bis 1959 produziert wurde, auch zu tausenden für London Transport (LPTB, ab 1948 LTE) als Typen STL, RT und RLH. Der Nachfolger des Regent in London wurde der ab Ende der 1940er Jahre entwickelte halbintegrale Doppeldeckerbus Routemaster mit einer selbsttragenden Karosserie aus Aluminium, der von 1959 bis 1968 (Prototypen ab 1954) in verschiedenen Varianten hauptsächlich für London Transport (LTE, ab 1963 LTB) hergestellt wurde.